# Rowan Atkinson
Rowan Sebastian Atkinson (Consett, Anglia, 1955. január 6. –) angol színész, humorista és forgatókönyvíró. Végzettsége szerint villamosmérnök. Legismertebb televíziós alakításai a Fekete Vipera és a Mr. Bean című szituációs komédiákban voltak. Elsőként a BBC Not the Nine O'Clock News (1979–1982) című szkeccssorozatában kapott jelentősebb szerepet, mellyel 1981-ben BAFTA-díj-at nyert. 1990-ben a Fekete Viperával egy második BAFTA-díjat is szerzett.
Fontosabb filmjei közé tartozik a Soha ne mondd, hogy soha (1983), a Négy esküvő és egy temetés (1994), az Igazából szerelem (2003) és Az eltakarítónő (2005). Szinkronszínészként hangját kölcsönözte Az oroszlánkirály (1994) című animációs filmben. Mr. Bean szerepében feltűnt a Bean – Az igazi katasztrófafilm (1997) és a Mr. Bean nyaral (2007) című vígjátékokban is, továbbá címszereplőként egy kétballábas titkos ügynököt alakított a Johnny English-trilógiában (2003–2018). A Brit Birodalom Rendjének birtokosa (OBE). 

## Pályafutása
Szülei gazdálkodók voltak. Apja, Eric Atkinson és anyja, Ella May Bainbridge még 1945-ben kötöttek házasságot. A négy fiú közül ő a legfiatalabb. Apja öt évig hadifogoly volt a második világháború idején Németországban. Legidősebb bátyja Rodney Atkinson politikai közgazdász és újságíró.
Atkinson a családi farmon nőtt fel, ahol már egészen kicsi korában kiderült az autómániája. Édesanyja Minijén tanult meg vezetni a házuk udvarán, amelynek örök emléket is állított a Mr. Bean jeleneteiben.
Atkinson a newcastle-i egyetemen, majd Oxfordban tanult és ott szerzett villamosmérnöki diplomát 1978-ban. Pályafutását 1979-ben a BBC-nél kezdte a Not the Nine O'Clock News című komikus műsorban. Első komoly sikereit 1983-ban aratta a Fekete Vipera (Blackadder) című sorozatban, amelyben főszerepet kapott, ami célba vette az angol nép nemzeti, kulturális és politikai jellegzetességeit a brit történelem több nevezetes személyiségének karikírozásával. Szóviccei és a brit aktuálpolitikai célzásai csökkentették sikereit nemzetközi téren. 1982-ben játszott a Soha ne mondd, hogy soha című James Bond-filmben. Mellékszereplőként a brit követség alkalmazottját, Nigel Small-Fawcettet személyesítette meg. 1986-ban duettet énekelt Kate Bush-sal a Comic Relief jótékonysági szervezet rendezvényén. Howard Goodall, a Fekete Vipera zeneszerzőjének közreműködésével írt Do Bears… humoros dalt adták elő, ami a popzene eszközeivel kritizálja bizonyos popelőadásokban a szerelem heroizálását. Megjelent a Comic Relief Presents Utterly Utterly Live albumon.
Nemzetközi sikereit 1989-től kezdve alapozta meg leghíresebb szerepével, az örökké kíváncsi, esetlen Mr. Beannel, akit 1995-ig játszott az azonos című televíziós sorozatban, amelyből 1997-ben mozifilm, 2002-től kezdve pedig rajzfilm is készült. Elektrotechnikai tudását gyakran megmutatta szerepeiben is, így Mr. Bean nem egy esetben foglalatoskodott elektromos készülékekkel, amelyeket komoly precizitással javított meg, vagy állított le. 
Atkinson humora szinte szavak nélkül is megállja a helyét, és elsősorban gesztusaira, de főként arcjátékára támaszkodik. Innen is ered beceneve: Rubber face, vagyis gumiarc. 1992-ben az 50 perces Visual Comedy BBC-film foglalkozott a  Mr. Bean szerepében nyújtott humorával.
1995-ben és 1996-ban Ben Elton komédiasorozatában, a The Thin Blue Line-ban szerepelt, mint Raymond Fowler felügyelő, aki egy fiktív városka, Gasforth rendőrőrsének pedáns vezetője.
1997-ben Mel Smith rendezésében készült a Bean: The Ultimate Disaster Movie, ami nemzetközi sikert aratott. 2002-től rajzfilmsorozat is készült Mr. Beannel, akinek a hangját szintén ő kölcsönözte.
A The Royal Variety Performance 2000-ben még egyszer színpadra lépett a Fekete Viperából ismert két szerepében.
2003-ban szerepelt a Johnny English James Bond-paródiában, ahol egy beképzelt és kaotikus titkosügynököt játszott. A filmnek folytatásai is születtek: a Johnny English Reborn (2011) és a  Johnny English Strikes Again (2018), ezekben Atkinson tovább játszotta ugyanazt a szerepet, mint az első részben.
2005-ben a Keeping Mum egyik főszerepét, a szétszórt Walter Goodfellow papot alakította.
2007 március 29-én Mr. Beanként visszatért a Mr. Bean's Holiday mozifilmben. A  Frankfurter Rundschauval készített interjújában arra kérte a közönséget, hogy válasszák el őt Mr. Beantől.
2009 január 17-én premiérjét ünnepelte a Londoner Royal Drury Lane Theatre az Oliver! műsorra tűzéséhez. 2009 július 18-áig hétfőtől szombatig Atkinsont lehetett látni Fagin szerepében, ami magán hordozta Mr. Bean és Fekete Vipera bizonyos vonásait. Utána a szerepet Omid Djalili vette át.
2012 július 27-én az olimpiai megnyitón szerepelt Sir Simon Denis Rattle vezényletével London Symphony Orchestra zenészeként, mint Mr. Bean. Mr. Bean szintetizátoron játszotta mindig ugyanazt a hangot a Chariots of Fire című dalban, de közben gondolatai elsodródtak, és végül a dallam a Tűzszekerek első ütemeinek paródiájává vált.
2013-ban a brit királynő a  Commander of the Order of the British Empire (CBE) címet adományozta neki.
2016-tól címszerepet kapott a brit ITV által sugárzott Maigret című televíziós krimisorozatban, Georges Simenon hasonló című regénysorozata alapján. (2017 végéig 4 epizód készült el). Filmbeli feleségét, Madame Maigret-t Lucy Cohu alakítja. Az ötvenes évek Párizsában játszódó jeleneteket Magyarországon (Budapesten és Szentendrén) forgatták.

## Magánélete
1990-ben feleségül vette a maszkmester Sunetra Sastryt, két gyermekük született: Ben (1993) és Lily (1995). A család Oxfordshire Village/Waterperryben, Northamptonshire Village/Apethorpe-ban és Londonban élt.
2004-ben egyes híradások szerint súlyos depressziója miatt pszichiátriai kezelésre szorult. Ezekért Atkinson beperelte a közzétevő lapokat, és megnyerte a pert. Ezután az érintett lapokban bocsánatkérések és visszahívások jelentek meg.
2011 augusztusában egy fának, majd egy villanyoszlopnak ütközött McLaren F1 sportkocsijával és kisebb vállsérülést szenvedett.
Kiállt a szólásszabadságért is, az azt korlátozó Public Order Act 1986 elleni Reform Section 5 kampányban. Ez az 1986-os törvény betiltotta a sértő szavakat és viselkedésmódot. 2012-ben beszédet tartott a szabad véleménynyilvánítás mellett.
2013-ban II. Erzsébet brit királynő a Commander of the Order of the British Empire (CBE) kinevezést adta át neki.
2014 februárjában elköltözött feleségétől. Külön élt, majd hamarosan közös lakást bérelt új partnerével, az 1983-ban született Louise Ford színésznővel. Új partnere 2017-ben lányt szült neki.
2015 novemberében hivatalosan is elvált feleségétől, 25 év házasság után. Családjával való szakítása rendkívül megviselte Sunetrát, lányával, Lilyvel való kapcsolata teljesen megromlott. Lily megtagadta apja családi nevét és helyette anyja a lánykori nevét, a Sastry-t használja.

## Filmográfia

### Film
| Év   | Magyar cím                        | Eredeti cím                                     | Szerep                        | Magyar hang         |
| ---- | --------------------------------- | ----------------------------------------------- | ----------------------------- | ------------------- |
| 1982 |                                   | Fundamental Frolics (rövidfilm)                 | önmaga                        |                     |
| 1983 |                                   | Dead on Time (rövidfilm)                        | Bernard Fripp                 |                     |
| 1983 | Soha ne mondd, hogy soha          | Never Say Never Again                           | Nigel Small-Fawcett           | Kálloy Molnár Péter |
| 1988 |                                   | The Appointments of Dennis Jennings (rövidfilm) | Dr. Schooner                  |                     |
| 1989 | A nagy balek                      | The Tall Guy                                    | Ron Anderson                  |                     |
| 1990 | Boszorkányok                      | The Witches                                     | Mr. Stringer                  | Kautzky József      |
| 1993 | Nagy durranás 2. – A második pukk | Hot Shots! Part Deux                            | Dexter Hayman                 | Forgács Gábor       |
| 1994 | Négy esküvő és egy temetés        | Four Weddings and a Funeral                     | Gerald atya                   | Harsányi Gábor      |
| 1994 | Az oroszlánkirály                 | The Lion King                                   | Zazu (hangja)                 | Verebély Iván       |
| 1997 | Bean – Az igazi katasztrófafilm   | Bean                                            | Mr. Bean                      | Verebély Iván       |
| 1997 | Bean – Az igazi katasztrófafilm   | Bean                                            | Mr. Bean                      | Kerekes József      |
| 2000 | Papás-mamás                       | Maybe Baby                                      | Mr. James                     | Kőszegi Ákos        |
| 2001 | Üldözési mánia                    | Rat Race                                        | Enrico Pollini                | Beregi Péter        |
| 2002 | Scooby-Doo – A nagy csapat        | Scooby-Doo                                      | Emile Mondavarious            | Beregi Péter        |
| 2003 | Johnny English                    | Johnny English                                  | Johnny English                | Kálloy Molnár Péter |
| 2003 | Igazából szerelem                 | Love Actually                                   | Rufus                         | Kálloy Molnár Péter |
| 2005 | Az eltakarítónő                   | Keeping Mum                                     | Walter Goodfellow tiszteletes | Kassai Károly       |
| 2007 | Mr. Bean nyaral                   | Mr. Bean's Holiday                              | Mr. Bean                      | Kálloy Molnár Péter |
| 2011 | Johnny English újratöltve         | Johnny English Reborn                           | Johnny English                | Kálloy Molnár Péter |
| 2017 |                                   | Huan Le Xi Ju Ren                               | Mr. Bean (cameo)              |                     |
| 2018 | Johnny English újra lecsap        | Johnny English Strikes Again                    | Johnny English                | Kálloy Molnár Péter |
| 2023 | Wonka                             | Wonka                                           | Julius atya                   | Kálloy Molnár Péter |

### Televízió
| Év        | Magyar cím                                      | Eredeti cím                                     | Szerep                                 | Megjegyzések                                                           |
| --------- | ----------------------------------------------- | ----------------------------------------------- | -------------------------------------- | ---------------------------------------------------------------------- |
| 1979      |                                                 | Canned Laughter                                 | Robert Box / Dave Perry / Mr. Marshall | rövidfilm (forgatókönyvíró)                                            |
| 1979–1982 |                                                 | Not the Nine O'Clock News                       | több szerep                            | 28 epizód (forgatókönyvíró)                                            |
| 1982–1989 | Fekete Vipera                                   | The Black Adder                                 | Edmund Feketevipera (Blackadder)       | - 25 epizód - megalkotó és forgatókönyvíró                             |
| 1986      | Saturday Live                                   | Saturday Live                                   | önmaga (házigazda)                     | 1 epizód                                                               |
| 1988      | A Fekete Vipera: Lovagi évek                    | Blackadder: The Cavalier Years                  | Sir Edmund Feketevipera                | rövidfilm                                                              |
| 1988      | A Fekete Vipera karácsonyi éneke                | Blackadder's Christmas Carol                    | Ebenezer Feketevipera                  | - különkiadás - magyar hangja: - Szacsvay László - Kálloy Molnár Péter |
| 1990–1995 | Mr. Bean                                        | Mr. Bean                                        | Mr. Bean                               | - 15 epizód - megalkotó és forgatókönyvíró                             |
| 1991      | Bernard és a dzsinn                             | Bernard and the Genie                           | Bernard főnöke                         | tévéfilm                                                               |
| 1991      |                                                 | The Driven Man                                  | önmaga                                 | dokumentumfilm (forgatókönyvíró)                                       |
| 1992      |                                                 | Rowan Atkinson Live                             | önmaga                                 | különkiadás (forgatókönyvíró)                                          |
| 1992      |                                                 | Funny Business                                  | Kevin / narrátor                       | 6 epizód (forgatókönyvíró)                                             |
| 1992      | Egy kis Fry & Laurie                            | A Bit of Fry & Laurie                           | vendégszereplő                         | 1 epizód                                                               |
| 1992      |                                                 | Laughing Matters                                | önmaga (házigazda)                     | dokumentumfilm                                                         |
| 1995–1996 | Dilizsaruk                                      | The Thin Blue Line                              | Raymond Fowler felügyelő               | 14 epizód                                                              |
| 1999      |                                                 | Blackadder: Back & Forth                        | Lord Feketevipera és ősei              | tévéfilm                                                               |
| 1999      |                                                 | Doctor Who and the Curse of Fatal Death         | Doctor                                 | különkiadás                                                            |
| 2001      |                                                 | Popsters                                        | Nasty Neville                          | rövidfilm                                                              |
| 2002–2016 | Mr. Bean                                        | Mr. Bean                                        | Mr. Bean (hangja)                      | 104 epizód (vezető producer)                                           |
| 2003      |                                                 | Lying to Michael Jackson                        | Martin Bashir                          | rövidfilm                                                              |
| 2005      |                                                 | Spider-Plant Man                                | Peter Piper / Spider-Plant Man         | rövidfilm                                                              |
| 2010      |                                                 | Bondi Rescue                                    | Mr. Bean                               | 1 epizód                                                               |
| 2012      | 2012. évi nyári olimpiai játékok nyitóünnepsége | 2012. évi nyári olimpiai játékok nyitóünnepsége | Mr. Bean                               | különkiadás                                                            |
| 2013      |                                                 | Live from Lambeth Palace sketches               | Canterbury érsek                       | különkiadás                                                            |
| 2015      |                                                 | Horrible Histories                              | VIII. Henrik angol király              | 1 epizód                                                               |
| 2016–2017 | Maigret                                         | Maigret                                         | Jules Maigret                          | - 4 epizód - magyar hangja: - Forgács Gábor                            |
| 2017      |                                                 | Red Nose Day Actually                           | Rufus                                  | rövidfilm                                                              |
| 2018–2020 |                                                 | Handy Bean                                      | Mr. Bean                               | 20 epizód                                                              |
| 2019      |                                                 | One Red Nose Day and a Wedding                  | Gerald atya                            | rövidfilm                                                              |
| 2022      | A férfi a méh ellen                             | Man vs. Bee                                     | Trevor                                 | - Netflix sorozat - magyar hangja: - Kálloy Molnár Péter               |

## Fordítás
- Ez a szócikk részben vagy egészben  a   Rowan Atkinson című angol Wikipédia-szócikk fordításán alapul.  Az eredeti cikk szerkesztőit annak laptörténete sorolja fel. Ez a jelzés csupán a megfogalmazás eredetét és a szerzői jogokat jelzi, nem szolgál a cikkben szereplő információk forrásmegjelöléseként.
- Ez a szócikk részben vagy egészben  a   Rowan Atkinson című német Wikipédia-szócikk fordításán alapul.  Az eredeti cikk szerkesztőit annak laptörténete sorolja fel. Ez a jelzés csupán a megfogalmazás eredetét és a szerzői jogokat jelzi, nem szolgál a cikkben szereplő információk forrásmegjelöléseként.